# Liste der Kulturdenkmäler in Merkelbach
In der Liste der Kulturdenkmäler in Merkelbach sind alle Kulturdenkmäler der rheinland-pfälzischen Ortsgemeinde Merkelbach aufgeführt. Grundlage ist die Denkmalliste des Landes Rheinland-Pfalz (Stand: 21. Dezember 2021).

## Einzeldenkmäler
| Bezeichnung | Lage                               | Baujahr                           | Beschreibung | Bild            |
| ----------- | ---------------------------------- | --------------------------------- | --- | --------------- |
| Hofanlage   | Am Weiher 5 Lage                   | 17. und 18. Jahrhundert           | Fachwerk-Streckhof, teilweise massiv, 17. und 18. Jahrhundert, Veränderungen um 1900                                                                                                | Fotos hochladen |
| Hofanlage   | Bergstraße 2 Lage                  | 1789                              | Streckhof; ursprünglich wohl Fachwerk-Quereinhaus, bezeichnet 1789, später verlängert                                                                                               | Fotos hochladen |
| Hofanlage   | Zum Dornbach 2 Lage                | um 1700                           | zum Hakenhof erweitertes Fachwerk-Quereinhaus, um 1700 oder aus der ersten Hälfte des 18. Jahrhunderts, ehemaliger Niederlass um 1900 aufgestockt; Erweiterungsbau, bezeichnet 1785 | Fotos hochladen |
| Quereinhaus | Zum Dornbach 14, Bergstraße 7 Lage | erste Hälfte des 19. Jahrhunderts | Fachwerk-Quereinhaus, teilweise massiv und verputzt, erste Hälfte des 19. Jahrhunderts                                                                                              | Fotos hochladen |